# IFA G5

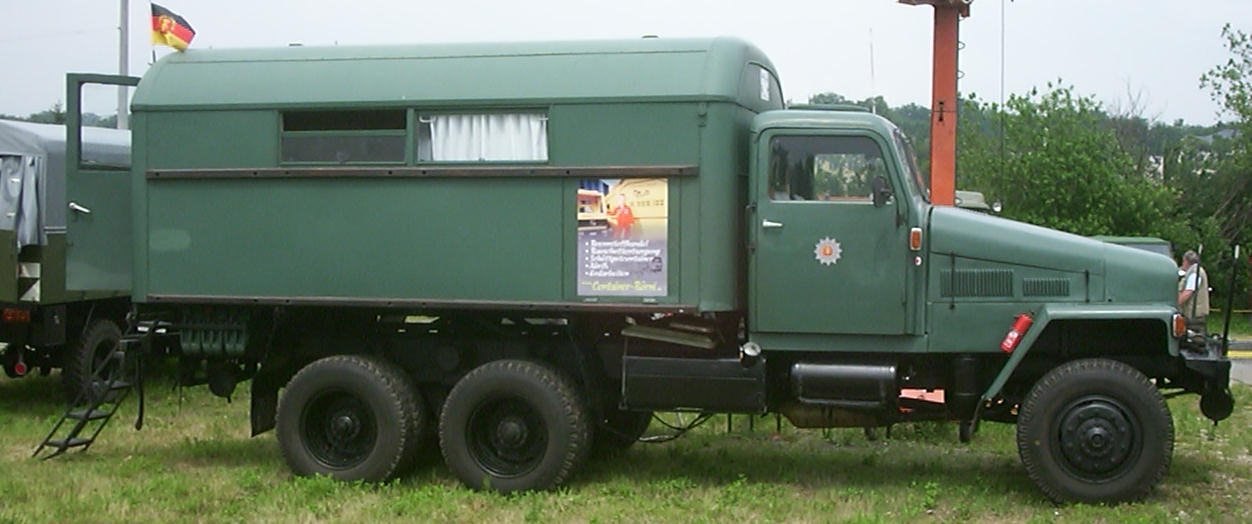
ドイツ人民警察向けモデルのG5

IFA G5は、ドイツ民主共和国（東ドイツ）で開発・製造された3軸のボンネット型トラックである。軍用車としての運用を想定して設計されており、主に国家人民軍（東ドイツ軍）やドイツ人民警察に配備されていたほか、消防車や清掃車などとしても使われた。また、東ドイツにおけるトラック不足のため、軍や警察からの放出品の多くが民生用トラックとして転用された。

## 歴史
1952年に人民公社ヴェルダウ エルンスト・グルーベ自動車工場にて最初の試作車が完成し、以後1964年まで製造されていた。同工場は自動車製造業協会（IFA）に属し、その前身は1945年に解散されたシューマン製作所（Schumann-Werken）である。このトラックは第二次世界大戦中にフォクトラント機械製造（フォマーク）が設計していた車両が原型で、在独ソ連軍政府の指示でフォマークが解散された後、アウトウニオンおよびホルヒにて設計が継続された。
当初から軍用車としての運用が期待されていた。モデル名のGはオフロード車であることを、5は積載量が5トンであることを示す。各種の追加オプションを取り付けることもできた。
120馬力の比較的優れたエンジンを備えていたものの、実際のオフロード環境ではソビエト連邦製のZiS-151トラック（98馬力、3軸）に比べてやや速度が劣ったとされる。そのため、運転手らからは「足の悪い箱」（lahme Kiste）とも通称されていた。

## 技術的情報

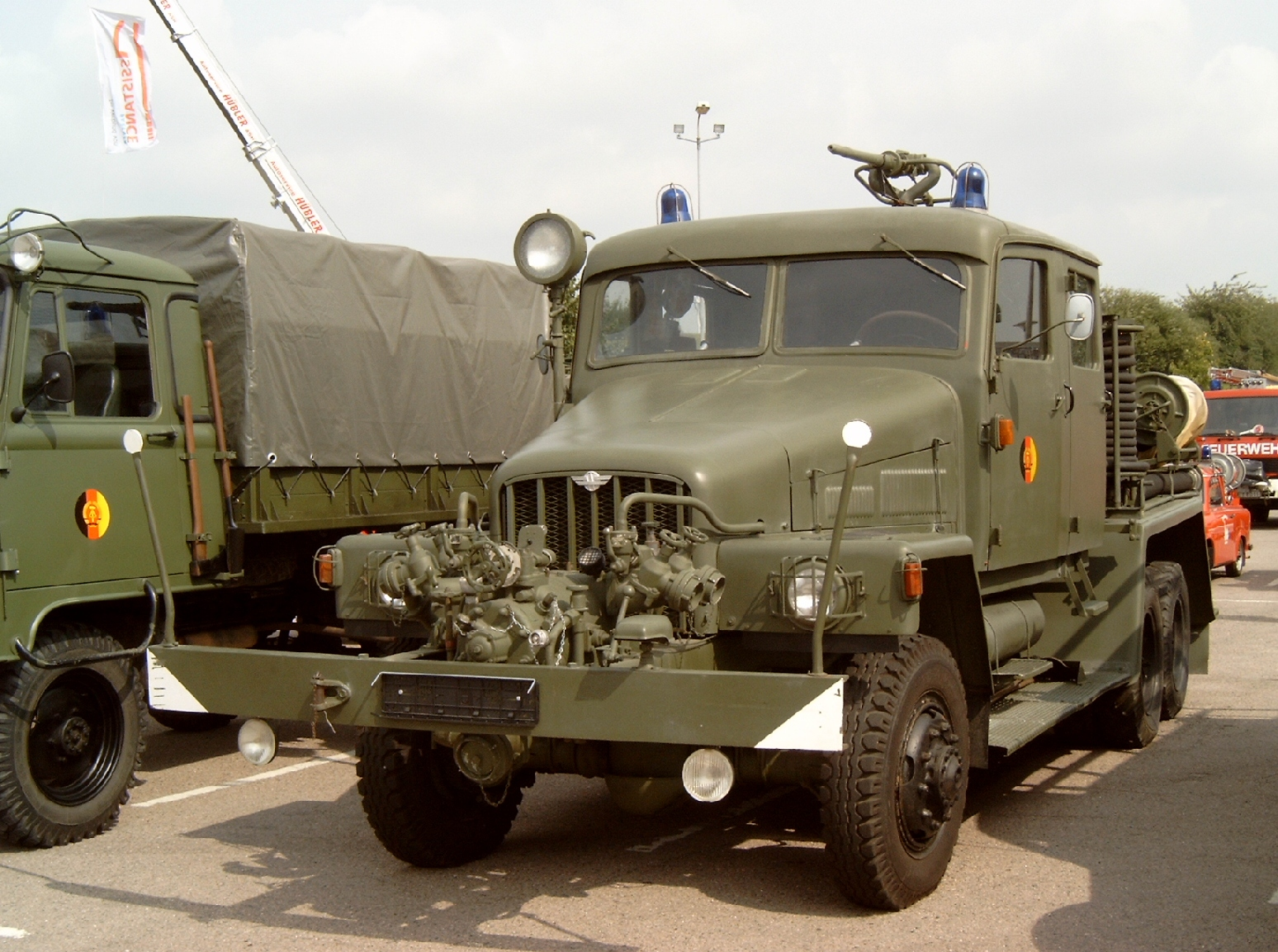
TLF15型消防用貯水車（国家人民軍所属車）

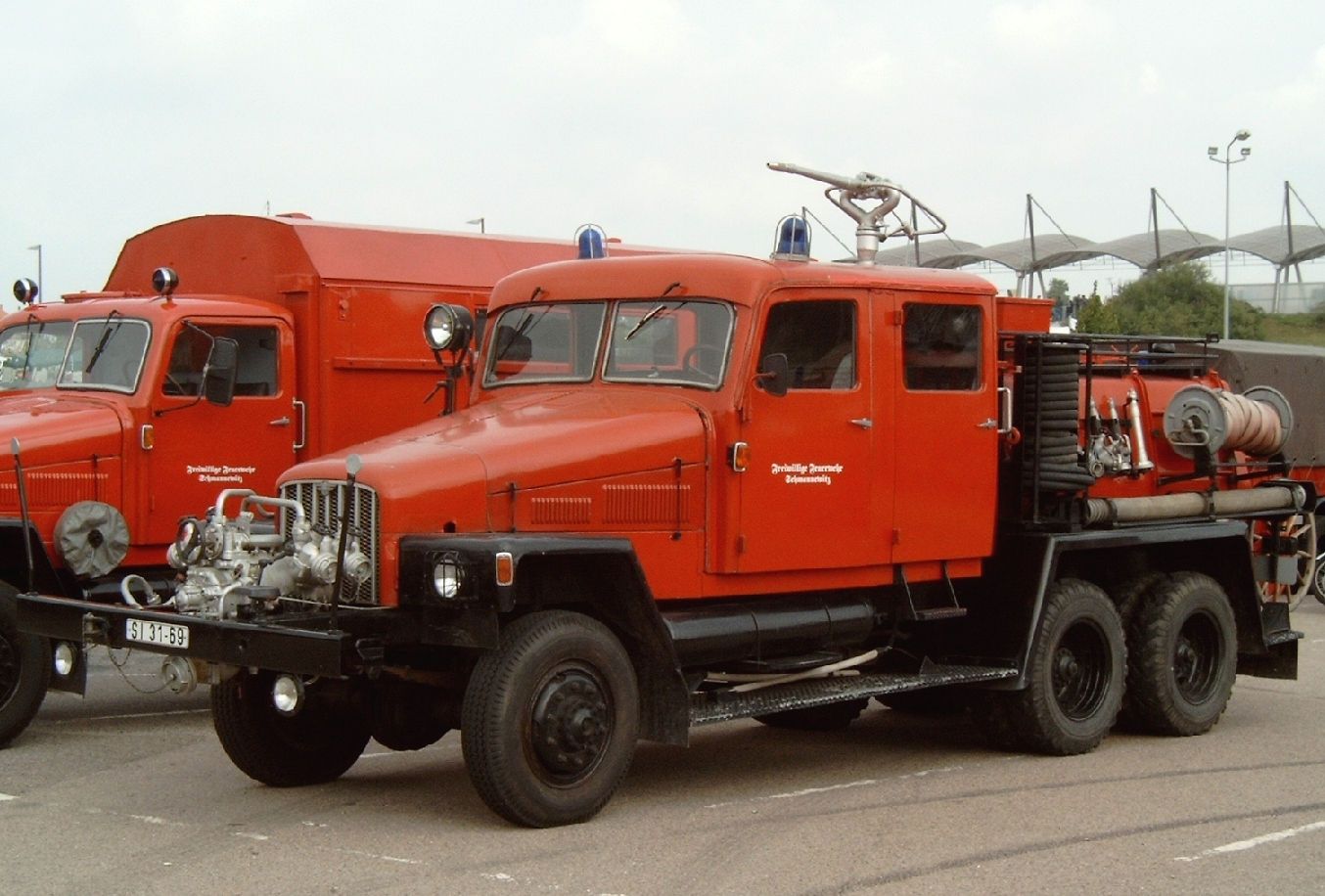
TLF 15

G5は3軸の全輪駆動車（6x6）だが、前の車軸の駆動を切った状態（6x4）で走行することもできた。
- エンジン: 6気筒ディーゼルエンジン（120馬力, 88kW）
- トランスミッション: 5速ドッグレッグ・ギアボックス（英語版）
- 許容積載量：5t
- 道路上の最高速度: 80 km/h (メーカー公称60km/h)
- オフロード最高速度: 60 km/h (メーカー公称40km/h)
- 構成：ダンプトラック、クレーン、バンボディ（作業室型を含む）、防水シート付き平台、タンカー、放水車、各種消防車など。多くの場合、これらの車体は東ドイツ国内の他の企業によって製造された。

運転台も数種類あり、閉鎖型、長型（消防中隊向け）、幌付き、折畳式フロントガラス付などが知られる。
同時期にヴェルダウで製造されていたH6トラックとは一部部品が共通した。オフロード環境での性能を向上させるため、後により強力なエンジンを搭載した後継モデルとしてG5/3が設計されたものの、量産には至らなかった。

## 運用

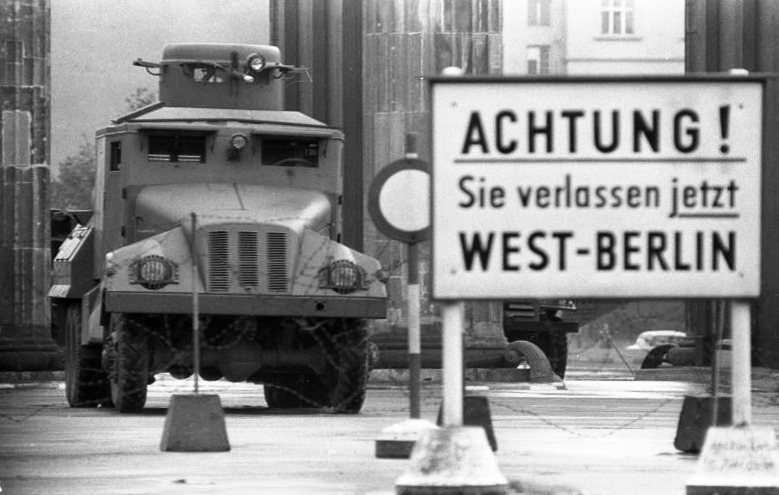
ブランデンブルク門の警備に当たる放水銃付モデルG5 SK-2（1961年8月）

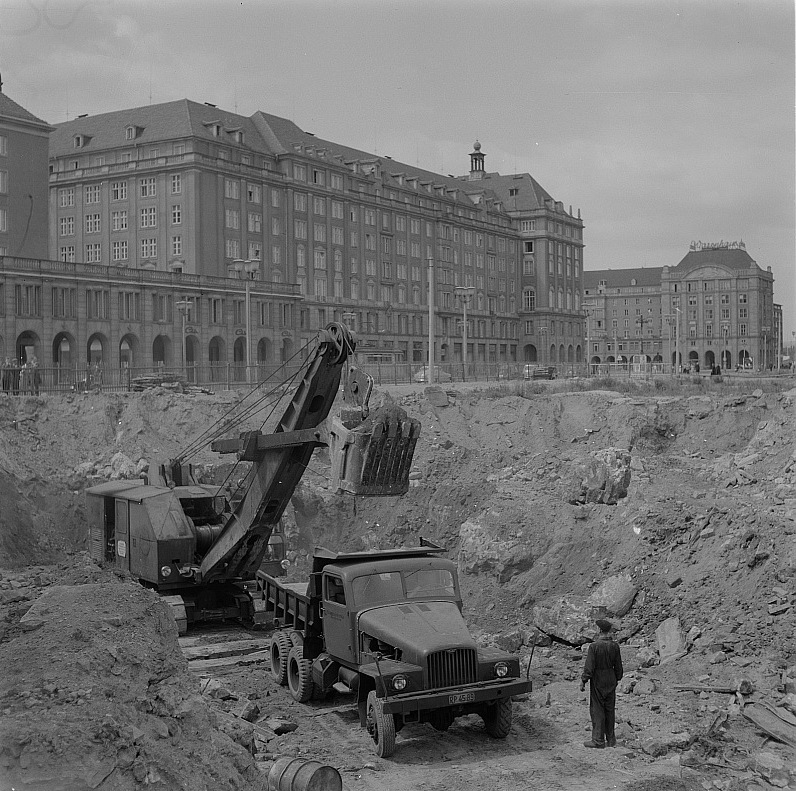
ドレスデンのエルンスト・テールマン通りにて作業に当たるダンプトラック型G5 (1959年)

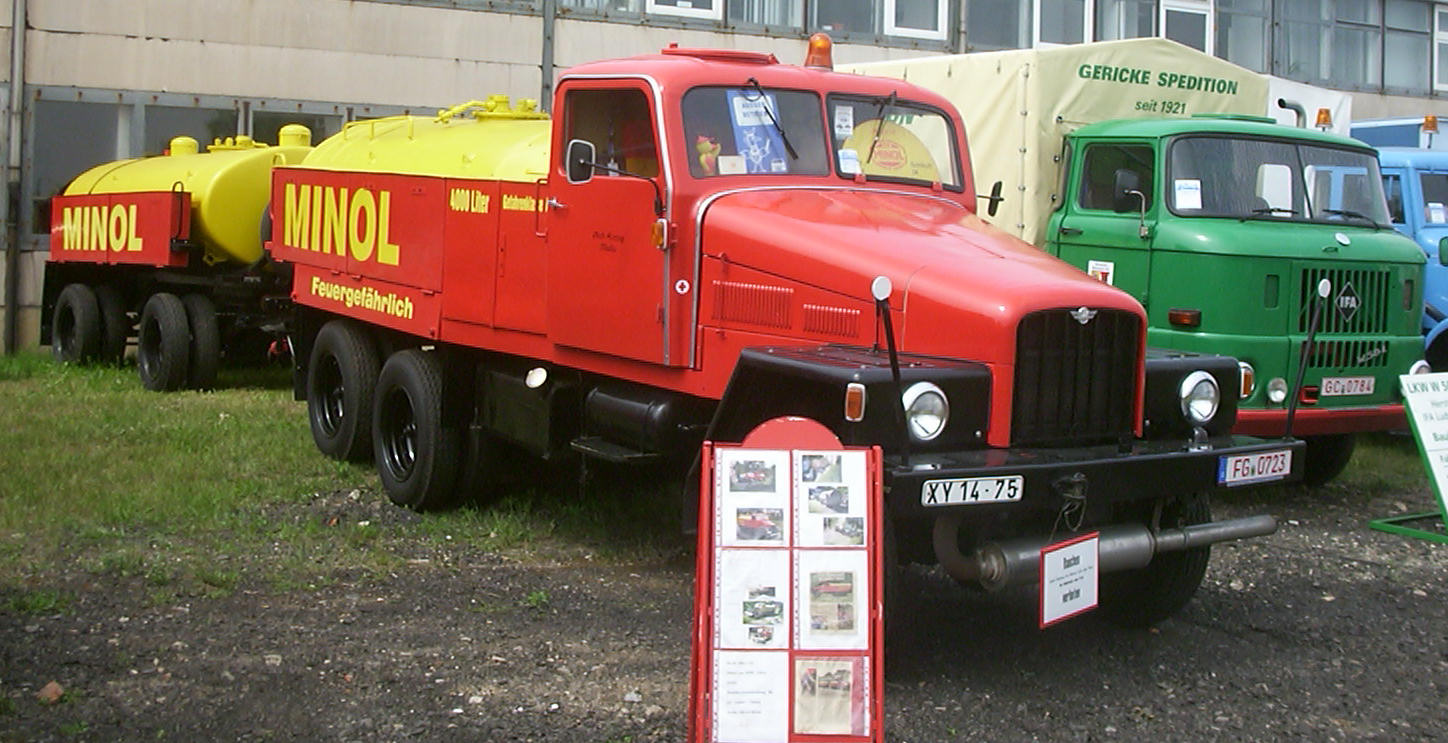
4,000Lタンクローリー型および4,500Lトレーラー

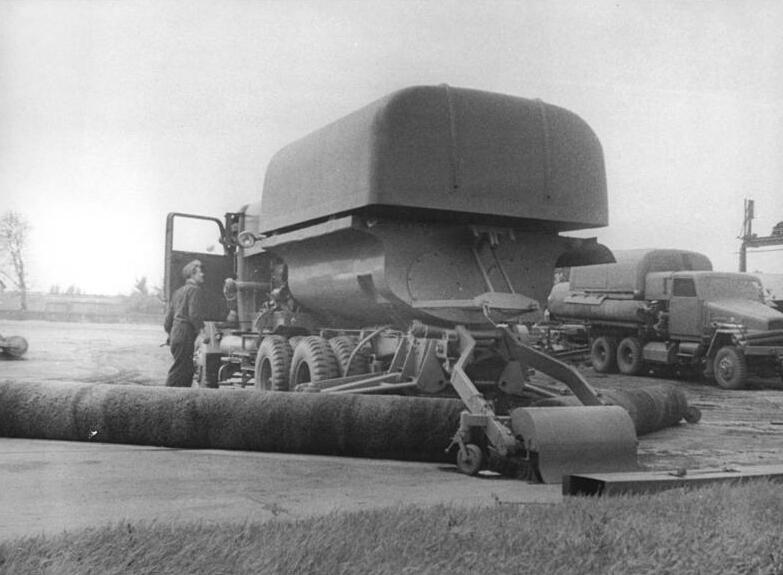
8m幅のブラシを備えた空港用清掃車。人民公社ベルリン特殊車両工場で作られたモデル（1959年）

G5トラックの主な購入者は、兵営人民警察/国家人民軍およびドイツ人民警察であった。また、労働者階級戦闘団における運用に加え、1961年8月13日に始まったベルリンの壁の建設に際し警備のため出動した放水車モデルなどの存在から、広く存在を知られるようになった。
東ドイツでは慢性的なトラック不足が起こっていたため、国家人民軍から放出されたG5トラックは、農業生産協同組合の農業車やミノル社の燃料輸送車などに転用された。また、消防車としての運用も行われ、とりわけ長型運転台を備えたTLF15型消防用貯水車として知られるモデルが広く使われた。
最大5トンという積載量とオフロード環境での走行性能の重視は、軍用トラックとしての一般的な要求に応じた設計である。しかしこれは同時に、民生用トラックとしての要求には限られた範囲でしか応じられないことも示していた。そのため、代替品のトラックが市場に現れるにつれて、G5はほとんど使用されなくなっていった。

## 後継車の開発中止
G5トラックの改良型として、G5/1とG5/2がある。
G5/3は、後継車としてゼロから設計された。G5/3には、出力150馬力、排気量12.5リットルの空冷V型8気筒ディーゼルエンジンが搭載され、3軸車となり、それぞれのタイヤに空気圧制御システムが組み込まれることとされていた。1958/59年および1961年、4種の機能実証モデルと2種の量産向けモデルが製造された。しかし、1962年5月には開発中止が決定した。理由の1つは、新型のW50トラックにも全輪駆動型が設計される予定とされたことである（ただし、実際に全輪駆動型が発表されたのは1968年であった）。4気筒エンジンを搭載したW50はG5よりも非力で、必ずしも理想的な後継車とは言えなかったが、エンジンおよびタイヤの開発が難航していたことに加え、当時の東ドイツの経済状況を背景に、G5シリーズの開発中止は避けられないものとなった。輸出機会がなく、また軍部からの需要も比較的低かったことを考えると、G5/3の量産に向けた投資は利益が見込めないものとされた。国家計画委員会では、H6とG5をともに製造中止することを決定していた。ただし、軍部が大型トラックの生産継続を求めたことで、G5は1959年以降も製造が続けられた。